# Kyle Edmund
Kyle Edmund (Johannesburg, 8 gennaio 1995) è un tennista britannico.
Vanta in carriera due titoli ATP in singolare e uno in doppio. L'8 ottobre 2018 è stato numero 14 della classifica mondiale, suo best ranking, e tra marzo 2018 e ottobre 2019 è stato il nº 1 dei tennisti britannici nel ranking ATP. È stato inoltre semifinalista all'Australian Open 2018 e si è aggiudicato la Coppa Davis 2015 al suo debutto nella squadra britannica, che è tornata a vincere il trofeo dopo 79 anni.
Da juniores ha vinto in coppia con Frederico Ferreira Silva due titoli in doppio del Grande Slam di categoria, gli US Open 2012 e il Roland Garros 2013, e ha fatto parte della squadra britannica che per la prima volta ha vinto la Coppa Davis Junior nel 2011. Un infortunio al ginocchio l'ha costretto a una lunga convalescenza e a tre operazioni a cui si è sottoposto tra la fine del 2020 e l'inizio del 2022.

## Carriera

### Juniores

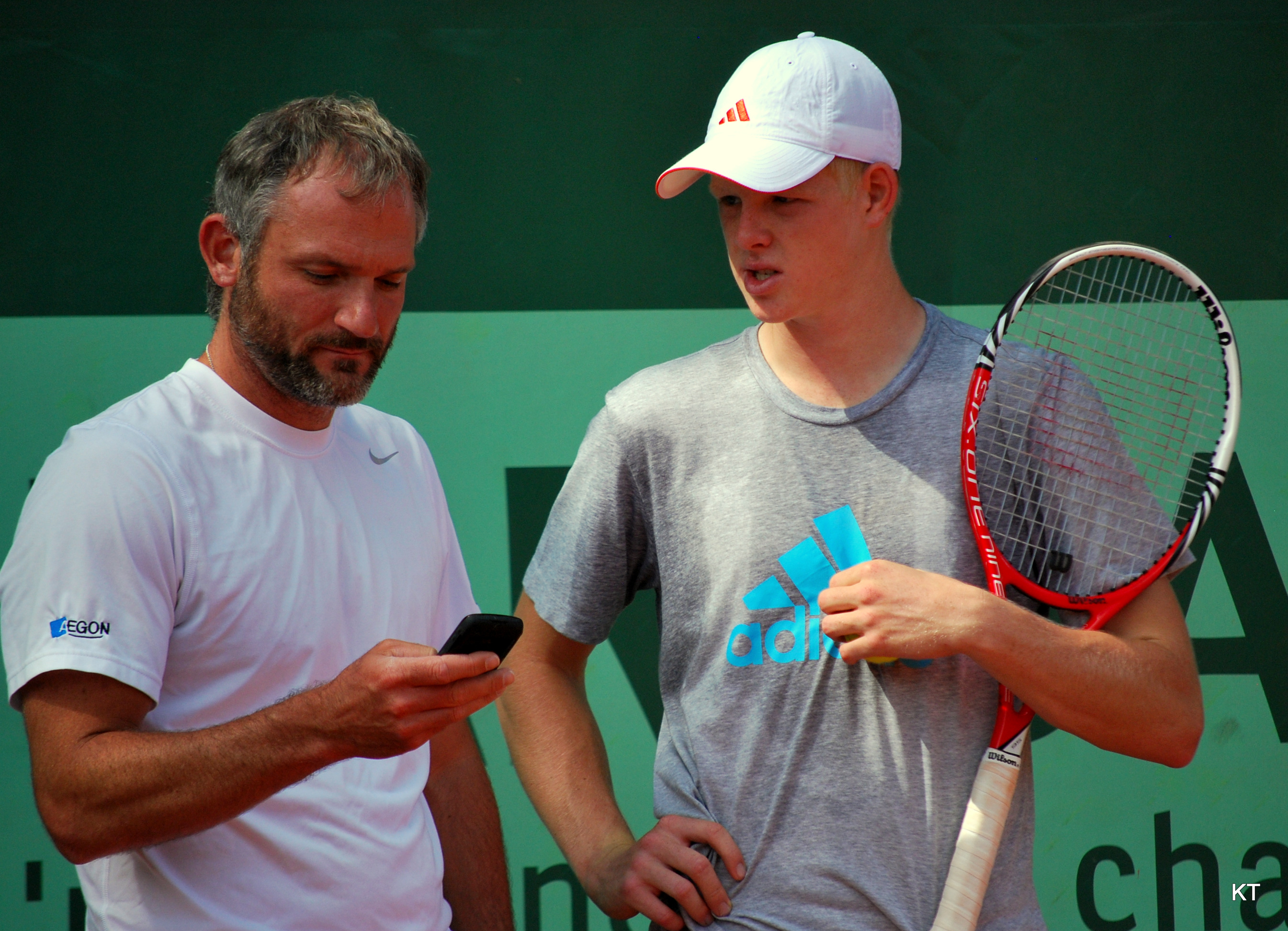
Edmund e il suo coach al torneo juniores del Roland Garros 2012

La svolta della carriera juniores per Edmund avviene nell'agosto 2011, quando raggiunge in singolare le semifinali degli US Open, dove viene sconfitto da Jiří Veselý. Il mese prima aveva vinto la European Summer Cup, riservata a squadre nazionali Under-16, sconfiggendo in finale l'Italia assieme a Evan Hoyt e Luke Bambridge. A fine anno gli stessi tre giocatori regalano alla Gran Bretagna per la prima volta la Coppa Davis Junior.
Nel gennaio 2012 Edmund raggiunge l'8ª posizione nel ranking juniores ITF, la sua miglior classifica, dopo aver raggiunto almeno le semifinali in tutte e quattro le prove dello Slam di categoria. Quell'anno vince il suo primo titolo del Grande Slam nel torneo di doppio dell'US Open in coppia con il portoghese Frederico Ferreira Silva, sconfiggendo in finale la coppia australiana Nick Kyrgios / Jordan Thompson, dopo aver perso il primo set. Nel 2013, al Roland Garros, Edmund e Silva vincono il loro secondo Slam juniores battendo in finale i cileni Cristian Garín e Nicolás Jarry.

### 2011-2013, inizi tra i professionisti, tre titoli Futures
Debutta nel main draw di un torneo del circuito ITF Futures nell'aprile 2011 con una wild card al Great Britain F5 e viene sconfitto al primo turno. Vince il primo incontro tra i professionisti e guadagna i primi punti nel ranking ATP nel febbraio 2012 al Futures Spain F4. In giugno esordisce in un torneo Challenger a Nottingham ed esce di scena al primo turno. Subito dopo fa la sua prima esperienza a Wimbledon, al primo turno delle qualificazioni elimina il nº 103 ATP Daniel Gimeno Traver e viene battuto al secondo. In ottobre disputa la sua prima finale da professionista e vince il titolo al Futures U.S.A. F29. Il secondo titolo Futures arriva nel maggio 2013 e il mese dopo fa il suo esordio con una wild card nel circuito maggiore con una sconfitta al Queen's. Al successivo torneo di Eastbourne vince il primo incontro ATP sconfiggendo il nº 82 del ranking Kenny de Schepper, primo top 100 battuto in carriera; al secondo turno perde dopo due tiebreak contro il nº 17 Gilles Simon. Subito dopo entra nel tabellone principale anche a Wimbledon e viene sconfitto al primo turno in singolare, in doppio maschile e in doppio misto. In agosto vince un altro torneo Futures e a inizio settembre vince il primo incontro in un Challenger a Brasov. Disputa l'ultimo incontro della stagione in ottobre e in quei giorni sale al 310º posto mondiale, suo nuovo best ranking.

### 2014, due titoli Futures, prima finale Challenger, top 200
Inizia la nuova stagione con l'eliminazione al primo turno al Chennai Open 2014 e vince due delle tre finali Futures a cui partecipa. Esce al primo turno anche al Miami Open, alla sua prima esperienza in un Masters 1000. In aprile rompe il rapporto con il suo allenatore Colin Beecher per affidarsi alle cure dell'ex campione britannico Greg Rusedski. In seguito raggiunge diverse volte i quarti di finale e due semifinali nei Challenger, mentre nel circuito maggiore esce nuovamente al primo turno a Wimbledon. I risultati sono inferiori alle aspettative, in ottobre ha fine la collaborazione con Rusedski e continua ad allenarsi con James Trotman. In novembre disputa la prima finale Challenger a Yokohama e viene sconfitto in due set da John Millman. Nell'arco della stagione aveva migliorato più volte il best ranking e grazie alla finale entra nella top 200.

### 2015, tre titoli Challenger, top 100 e conquista della Coppa Davis

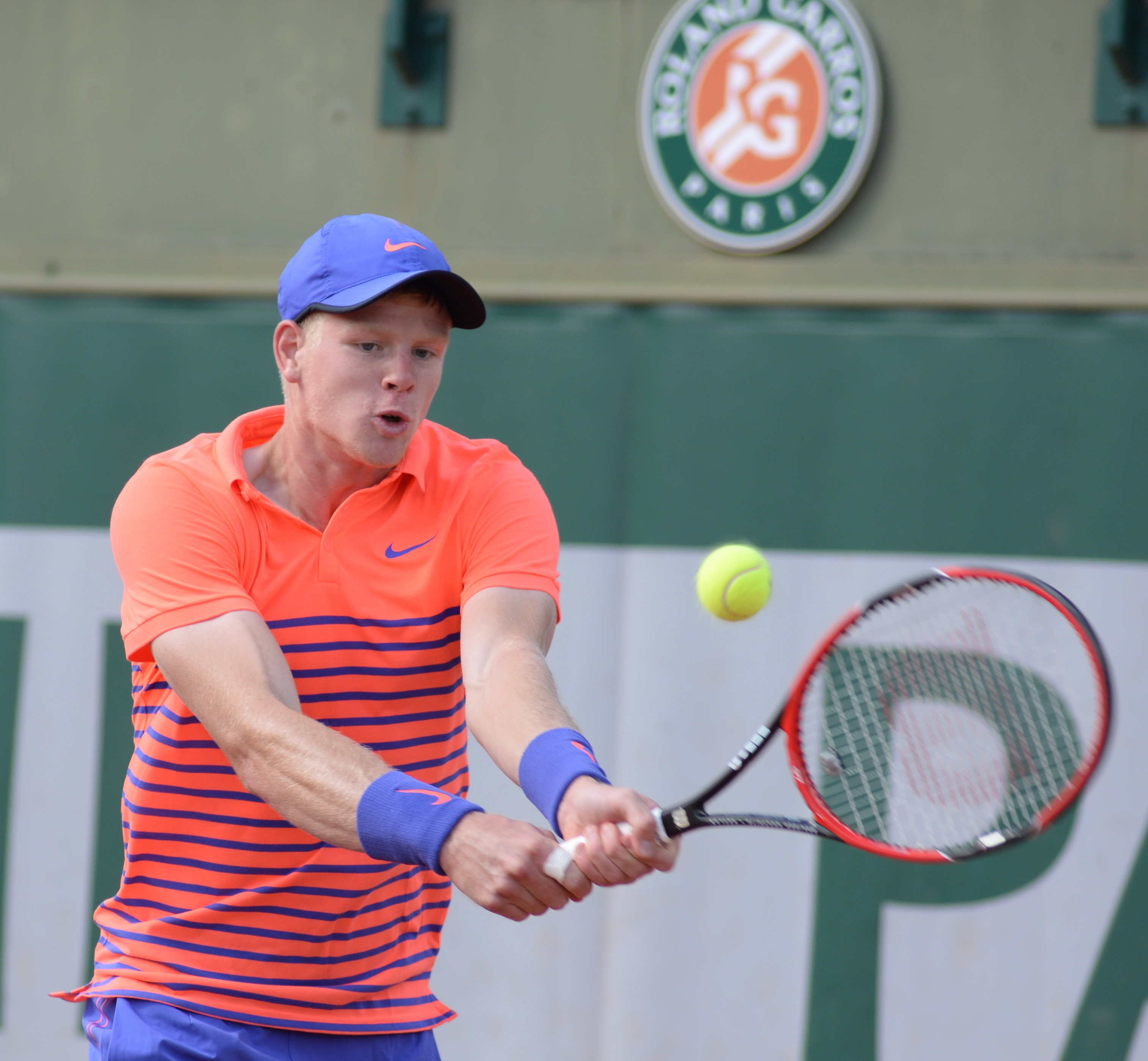
Roland Garros 2015

Supera per la prima volta le qualificazioni in una prova dello Slam all'Australian Open 2015 e viene subito eliminato da Steve Johnson. Al successivo torneo di Hong Kong conquista il primo titolo Challenger, non perde alcun set e in finale concede solo tre giochi al nº 89 ATP Tatsuma Itō. Al prestigioso Challenger di Irving sconfigge tre top 100 e si ferma in semifinale per mano di Aljaž Bedene, che vincerà il torneo. Continua a scalare la classifica con buoni risultati in altri tornei Challenger. Supera le qualificazioni anche al Roland Garros e vince il suo primo incontro in uno Slam contro Stéphane Robert, battuto al quinto set, per poi dare forfait al secondo turno. Uscito al primo turno nei tornei sull'erba inglese di Nottingham e Wimbledon, al successivo torneo di Binghamton conquista il suo secondo titolo Challenger. In agosto fa il suo ingresso nella top 100 dopo aver raggiunto i quarti al Challenger di Aptos e a fine mese viene eliminato al terzo turno di qualificazione agli US Open. In novembre vince il terzo Challenger stagionale a Buenos Aires e a fine mese viene chiamato a debuttare nella squadra britannica di Coppa Davis in occasione della finale contro il Belgio disputata a Gand. Viene schierato solo nella prima giornata contro il nº 16 del mondo David Goffin e vince a sorpresa i primi due set, ma viene rimontato e nei restanti tre parziali raccoglie appena tre giochi. I britannici trascinati da Andy Murray sconfiggono i belgi per 3-1 e riconquistano il trofeo che non vincevano dall'edizione del 1936; l'ininfluente incontro tra Edmund e Ruben Bemelmans non viene disputato.

### 2016, prima semifinale ATP, quarto turno agli US Open, due titoli Challenger, top 40

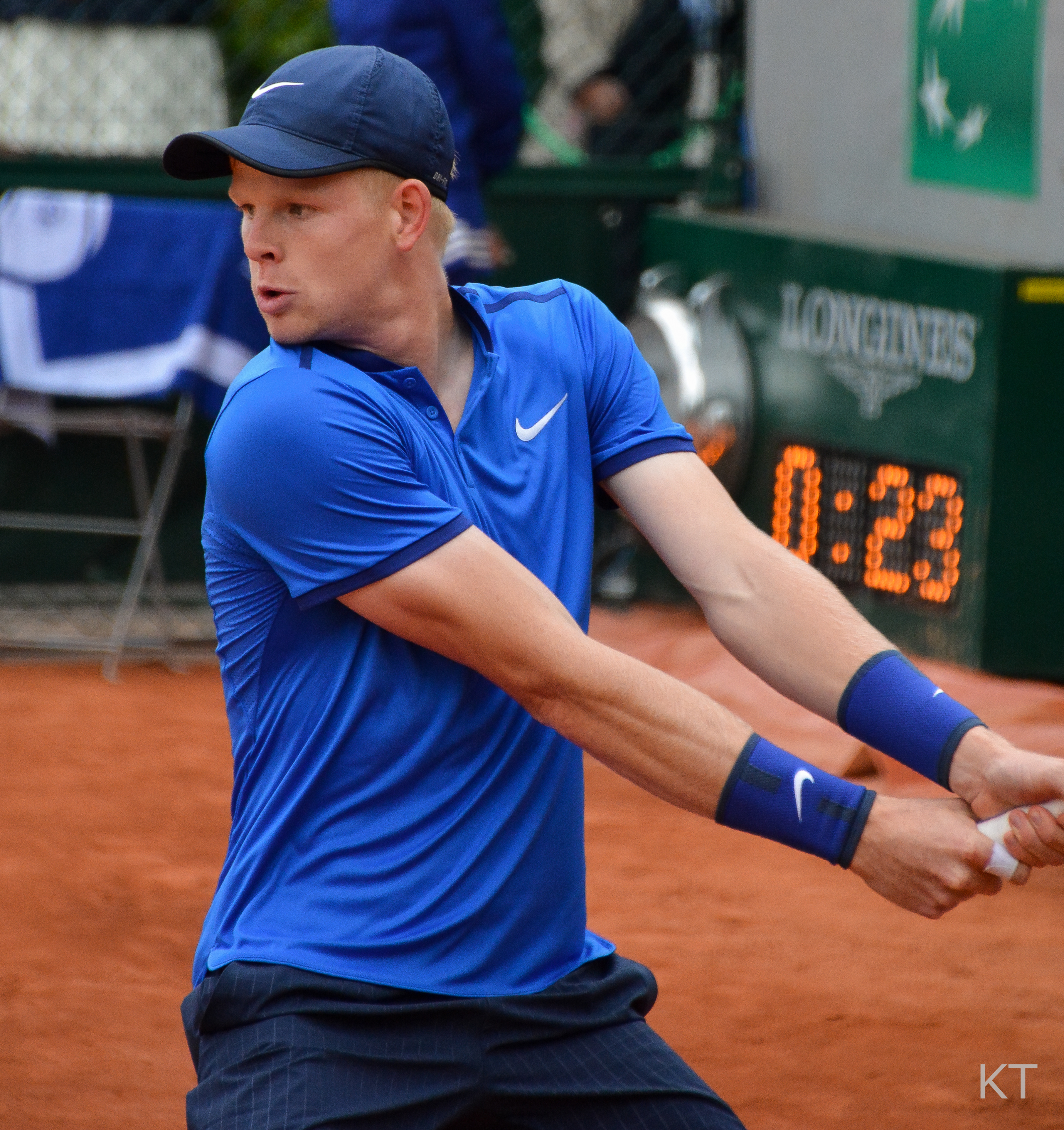
Roland Garros 2016

Nel 2016 disputa quasi esclusivamente tornei del circuito maggiore, fa il suo debutto stagionale a Doha, dove per la prima volta raggiunge i quarti di finale in un torneo ATP, viene eliminato dal nº 6 del mondo Tomáš Berdych e a fine torneo porta il suo miglior ranking all'88ª posizione. Non supera il primo turno all'Australian Open ma continua a migliorare la classifica grazie a due finali Challenger, vincendo quella di Dallas. A Miami vince il suo primo incontro in un Masters 1000 superando Jiří Veselý e al secondo turno viene agevolmente sconfitto da Novak Đoković. Si ferma al secondo turno anche a Bucarest e all'Estoril. Disputa il suo terzo e ultimo Challenger stagionale a Roma e si assicura il titolo sconfiggendo in finale Filip Krajinović. Come l'anno precedente esce al secondo turno al Roland Garros. Raggiunge i quarti anche all'ATP 500 del Queen's di Londra, dove elimina il nº 18 ATP Gilles Simon e perde al terzo set il suo primo confronto con Andy Murray. A Wimbledon esce di scena al primo turno.
Nei quarti di finale di Coppa Davis vinti 3-2 contro la Serbia a Belgrado, Murray è assente e Edmund diventa protagonista; vince il suo primo incontro in Davis contro Janko Tipsarević e conquista il punto decisivo sconfiggendo Dušan Lajović. In agosto fa il suo esordio olimpico ai Giochi di Rio battendo Jordan Thompson e al secondo turno perde a sorpresa contro Tarō Daniel. La trasferta nordamericana di fine estate comincia senza successi degni di rilievo ma agli US Open raggiunge per la prima volta gli ottavi di finale in una prova dello Slam, sconfigge il nº 15 ATP Richard Gasquet e il nº 21 John Isner prima della secca sconfitta subita contro il nº 1 del mondo Novak Djokovic. Nella semifinale di Davis persa 3-2 a Glasgow contro l'Argentina gioca solo il primo singolare, perso contro Guido Pella. Ottiene un crescendo di risultati verso fine stagione raggiungendo i quarti a Pechino, dove elimina il nº 18 ATP Roberto Bautista Agut e perde da Murray, il secondo turno al Masters 1000 di Shanghai e la prima semifinale ATP in carriera all'ATP 250 di Anversa, nel quale ha la meglio sul nº 15 del mondo David Ferrer e cede contro Gasquet. Dopo il torneo di Anversa sale al 40º posto mondiale, nuovo miglior ranking, e infortuni a una gamba e a un'anca gli impediscono di giocare gli ultimi tornei del 2016.

### 2017, tre semifinali ATP

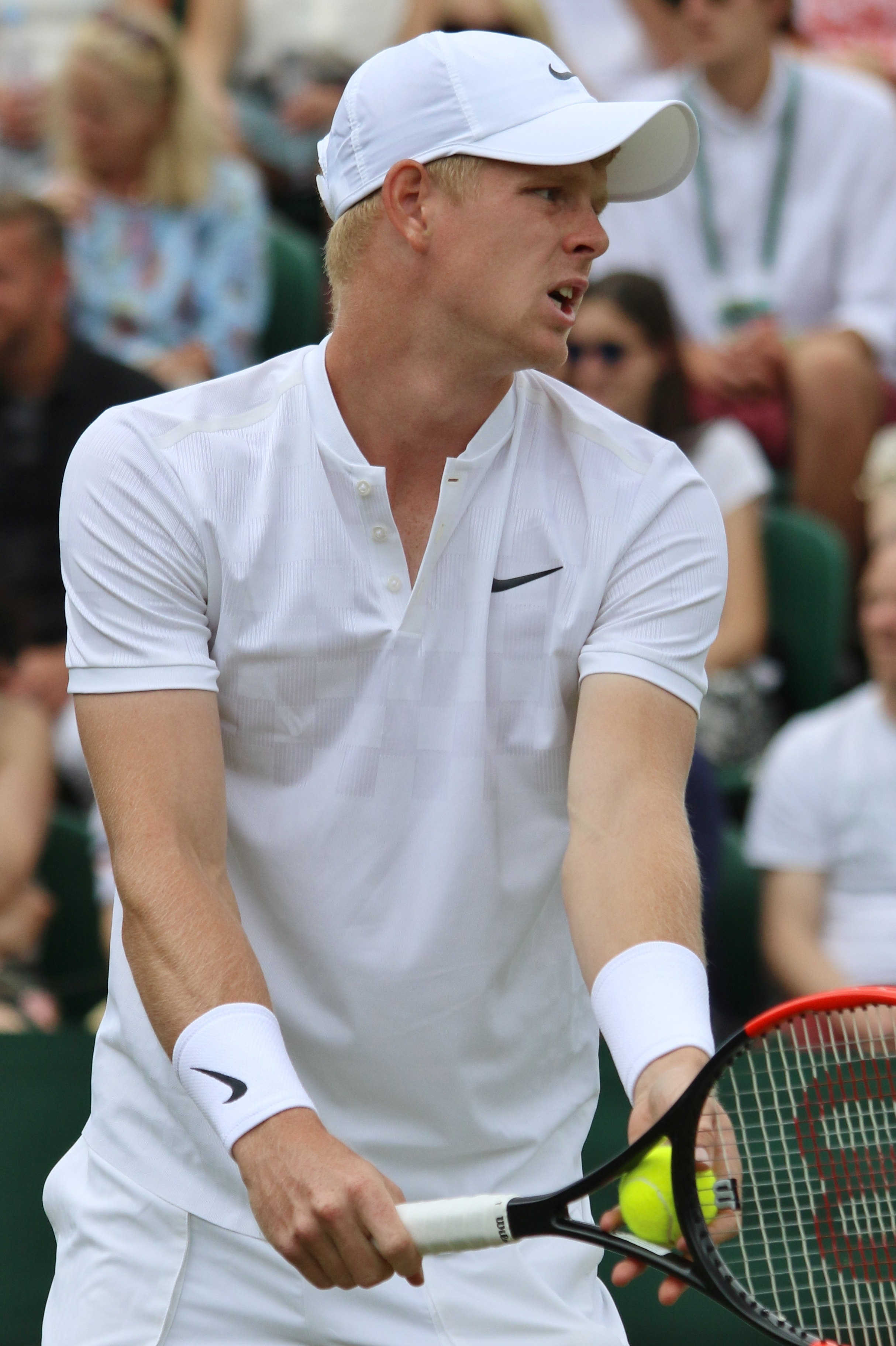
Wimbledon 2017

Inizia la stagione a Brisbane e nei quarti di finale vince il primo set contro il nº 4 del mondo Stan Wawrinka, che si impone in rimonta. Eliminato a sorpresa dal qualificato Matthew Burton al primo turno dell'ATP 250 di Sydney, vince per la prima volta un incontro all'Australian Open e al secondo turno esce di scena per mano di Pablo Carreño Busta. Nel primo turno di Coppa Davis contro il Canada perde il primo incontro da Vasek Pospisil e si aggiudica il punto decisivo contro Denis Shapovalov, il quale viene squalificato dopo aver perso i primi due set ed essere stato sotto 1-2 al terzo. Anche a Delray Beach viene eliminato nei quarti dopo aver vinto il primo set, questa volta contro il nº 4 ATP Milos Raonic. Nei quarti di finale di Davis perde entrambi gli incontri in singolare e la Francia si impone per 4-1. In questo periodo non supera mai il secondo turno nei tornei ATP fino al Roland Garros, dove per la prima volta si spinge fino al terzo turno e viene eliminato da Kevin Anderson dopo essere stato in vantaggio di 2 set a 1. Nei tre tornei disputati sull'erba vince un solo incontro a Wimbledon.
Dà il via alla trasferta americana raggiungendo ad Atlanta la sua seconda semifinale ATP in carriera, persa al terzo set contro Ryan Harrison. Esce al primo turno nei Masters di Montréal e Cincinnati e torna a giocare la semifinale al successivo ATP 250 di Winston-Salem, dove viene sconfitto in tre set da Damir Džumhur. Agli US Open supera i top 50 Robin Haase e Steve Johnson e si ritira al terzo turno per un infortunio al collo durante il match con Denis Shapovalov. Torna a giocare tre settimane dopo per la trasferta asiatica, dove non supera mai il secondo turno nei tre tornei disputati. Raggiunge a Vienna la sua prima semifinale in un torneo ATP 500 battendo tra gli altri il nº 29 ATP David Ferrer e perde contro il nº 25 Lucas Pouille dopo aver vinto il primo set. A fine torneo risale dal 63º al 50º posto del ranking.

### 2018, semifinale all'Australian Open, primo titolo ATP in doppio e in singolare, 14º nel ranking
Come l'anno prima, al suo primo impegno stagionale viene eliminato nei quarti a Brisbane, questa volta dopo aver strappato un set al nº 3 ATP Grigor Dimitrov. All'Australian Open ottiene il risultato più significativo di inizio carriera raggiungendo la semifinale; dopo una battaglia di 5 set piega al primo turno il nº 12 ATP Kevin Anderson, supera quindi agevolmente Denis Istomin e al terzo turno vince 7-5 il quinto set contro Nikoloz Basilašvili, sconfigge in 4 set negli ottavi Andreas Seppi e nei quarti il nº 3 del mondo Dimitrov, prendendosi la rivincita della sconfitta patita a Brisbane. Viene eliminato dal nº 6 Marin Čilić con il punteggio di 2-6, 6-7, 2-6. A fine torneo compie un balzo di 23 posizioni nel ranking, salendo alla 26ª. A causa di un'indisposizione è costretto a rinunciare alla trasferta sudamericana. Il 5 marzo diventa il nº 1 britannico al posto di Andy Murray, che dopo 12 anni rinuncia alla vetta a causa dei gravi problemi all'anca. Sconfitto al primo incontro in entrambi i Masters 1000 di Indian Wells e Miami, il 15 aprile Edmund disputa la sua prima finale ATP a Marrakech e raccoglie solo 4 giochi contro Pablo Andújar, dopo che non aveva perso alcun set negli incontri precedenti.
Tre settimane più tardi vince il suo primo titolo ATP nel torneo di doppio dell'Estoril insieme a Cameron Norrie, sconfiggendo in finale Wesley Koolhof / Artem Sitak per 6-4, 6-2. Continua a scalare la classifica in singolare con i quarti all'Estoril e soprattutto a Madrid, dove per la prima volta raggiunge i quarti di finale in un Masters 1000; supera nell'ordine Daniil Medvedev, il nº 12 ATP Novak Đoković e il nº 10 David Goffin e cede al terzo set contro Denis Shapovalov. Disputa per la prima volta gli ottavi a Roma e viene sconfitto da Alexander Zverev dopo aver eliminato il nº 16 ATP Lucas Pouille. Esce nuovamente di scena al terzo turno al Roland Garros, sconfitto al quinto set da Fognini. Prepara Wimbledon raggiungendo il terzo turno al Queen's e i quarti a Eastbourne; nello Slam londinese avanza per la prima volta fino al terzo turno e strappa il primo set a Djokovic, che vince in rimonta e si aggiudicherà il titolo. Complice un mal di gola, salta la seconda parte della stagione europea sulla terra battuta.
Non ottiene risultati di rilievo nella trasferta sul cemento americano, a Winston-Salem si ferma ai quarti e agli US Open, dove è testa di serie nº 16, perde a sorpresa al primo turno contro Paolo Lorenzi. In virtù del suo ottimo ranking, viene per la prima volta schierato in Laver Cup e contribuisce al successo della formazione europea vincendo contro Jack Sock l'unico incontro nel quale viene impiegato. Riprende l'ascesa in classifica con la semifinale a Pechino, grazie alla quale ritocca il best ranking salendo in 14ª posizione. Nei quarti di finale del successivo Masters 1000 di Shanghai subisce la seconda sconfitta stagionale contro Alexander Zverev. Corona la grande stagione vincendo il suo primo titolo ATP in singolare ad Anversa, non perde alcun set nei primi incontri e in finale ha la meglio al tiebreak del terzo set su Gaël Monfils. Al suo ultimo impegno del 2018 esce al secondo turno a Vienna e un problema al ginocchio sinistro lo costringe a rinunciare al Masters di Parigi-Bercy.

### 2019, una semifinale ATP, un titolo Challenger e discesa nel ranking
Il 2019 inizia male con le sconfitte nei primi incontri disputati a Brisbane e soprattutto all'Australian Open, perde così gran parte dei punti conquistati con la semifinale del 2018 e scende in 24ª posizione del ranking. Gli duole ancora il ginocchio e non partecipa ai tornei di febbraio. Torna a giocare ad alti livelli sul cemento statunitense in marzo conquistando il titolo al Challenger di Indian Wells, con la vittoria in finale su Andrej Rublëv. Prosegue raggiungendo gli ottavi nei Masters 1000 sempre a Indian Wells e a Miami, dove viene eliminato rispettivamente da Federer e Isner, che entrambi raggiungeranno le finali. Ha quindi inizio un periodo negativo dove raccoglie soprattutto sconfitte, al primo turno dell'Open di Francia ha la meglio su Jérémy Chardy e si ritira per il male al ginocchio durante il successivo match contro Pablo Cuevas. A Eastbourne sconfigge Cameron Norrie e Daniel Evans per raggiungere la sua unica semifinale ATP della stagione e cede in due set a Taylor Fritz.
Non supera il secondo turno neanche a Wimbledon, eliminato al quinto set da Fernando Verdasco. Torna in campo dopo più di tre settimane a Washington, si spinge fino ai quarti e viene sconfitto in tre set dal lucky loser Peter Gojowczyk. Al primo turno del Masters di Montréal concede solo 7 giochi a Nick Kyrgios, reduce dal titolo vinto a Washington, ma nel turno successivo viene seccamente battuto da Daniil Medvedev. Sarà la prima di 8 sconfitte consecutive, tra le quali quelle agli US Open e ad Anversa, dove era campione uscente; a fine torneo si trova alla 75ª posizione del ranking, la peggiore dal settembre 2016. Torna a vincere un incontro al primo turno del Masters di Parigi, al secondo turno ha la meglio sul nº 15 ATP Diego Schwartzman e viene poi eliminato da Djokovic. L'ultimo impegno stagionale è la fase finale di Coppa Davis che si svolge con il nuovo formato a Madrid; con tre vittorie su altrettanti incontri trascina in semifinale la Gran Bretagna, eliminata per le sconfitte subite dai suoi compagni di squadra nella sfida con la Spagna.

### 2020-2021, un titolo ATP, operazioni al ginocchio e lunga convalescenza
Alla fine del 2019 annuncia che il suo nuovo coach sarà Franco Davín, allenatore che aveva raggiunto grandi traguardi con Gastón Gaudio, Juan Martín del Potro e Fabio Fognini. Inizia il 2020 sul cemento di Doha e viene eliminato al primo turno da Filip Krajinović. A Auckland batte Alejandro Davidovich Fokina e Andreas Seppi e nei quarti viene sconfitto da John Isner dopo 2 tiebreak. Eliminato al primo turno dell'Australian Open, in febbraio ottiene il suo miglior risultato della stagione conquistando al New York Open il suo secondo titolo ATP con la vittoria in due set in finale su Seppi, risultato che lo riporta nella top 50. Il buon momento di forma continua all'ATP 500 di Acapulco con le vittorie su Feliciano López e sul nº 19 ATP Félix Auger-Aliassime prima di cedere nei quarti a Taylor Fritz. Al rientro in agosto dopo la lunga pausa del tennis mondiale per la pandemia di COVID-19, si trova a combattere con il problema al ginocchio sinistro che lo affligge dall'anno prima. È di questo periodo la fine del sodalizio con Davín. Nei sei tornei disputati fino al termine della stagione vince un solo incontro agli US Open. Si sottopone a un intervento al ginocchio in novembre e a un secondo intervento nell'aprile 2021. Riesce a mantenersi a lungo nella top 100 grazie alle misure prese dall'ATP per proteggere i giocatori durante la pandemia, ma ne esce nell'agosto 2021 dopo 5 anni e mezzo di permanenza. Nel novembre successivo annuncia di avere ancora problemi al ginocchio e di non sentirsi pronto per il rientro.

### 2022-2023, nuova operazione, rientro e nuovo infortunio
Nella prima parte del 2022 si sottopone a un nuovo intervento al ginocchio Venti mesi dopo l'ultimo incontro disputato, a fine giugno del 2022 torna in campo con Olivia Nicholls per giocare al torneo di doppio misto a Wimbledon e vengono eliminati al turno di esordio. Il rientro in singolare avviene un mese più tardi quando supera le qualificazioni del Winnipeg Challenger, dove si presenta come nº 496 del ranking. Vince anche il primo incontro nel tabellone principale e perde il secondo, entrambi contro giocatori di bassa classifica. Torna a giocare nel circuito ATP al successivo torneo di Washington, al primo turno elimina un qualificato e al secondo raccoglie tre giochi contro Daniel Evans, a fine torneo scende al 670º posto mondiale. Supera un altro turno nel circuito ATP battendo un tennista di secondo piano a Winston-Salem e si prende una nuova pausa dopo l'eliminazione al primo turno agli US Open. Rientra all'inizio del 2023 e nei primi 5 mesi vince alcuni incontri solo in tornei ITF. A maggio si infortuna a un polso ed è costretto a un nuovo periodo di inattività. Torna a giocare a ottobre nel circuito ITF, in quello scorcio di stagione disputa 6 tornei in singolare e si mette in luce solo all'M25 di Edgbaston, dove perde la finale.

### 2024-2025
A inizio stagione si ripresenta nei tornei ITF e ne vince due M25 in singolare nel Regno Unito, rientrando nella top 400 per un breve periodo. Riprende a giocare nei Challenger senza successo in singolare; torna a giocare il doppio maschile dopo oltre 4 anni e al primo torneo, disputato a febbraio, perde la finale al Glasgow Challenger. Riprende a giocare nei Challenger in singolare con scarsi risultati. Gli viene assegnata una wild-card per il torneo di doppio a Wimbledon ed esce al primo turno. I migliori risultati arrivano nella seconda parte della stagione, a settembre raggiunge le semifinali al Columbus Challenger e il mese successivo si spinge fino ai quarti al Saint-Brieuc Challenger, risultati con cui risale fino al 334º posto mondiale e chiude la stagione al 357º.
Dopo la pausa invernale rientra a fine marzo, perde al primo turno in due tornei ITF ed esce dalla top 500. Torna a disputare una finale Challenger in singolare dopo oltre sei anni al Challenger 50 di Nottingham, cede in due set a Jack Pinnington Jones e torna a ridosso della top 400.

## Statistiche

### Singolare

#### Vittorie (2)
| Legenda              |
| Grande Slam (0)      |
| ATP Finals (0)       |
| ATP Masters 1000 (0) |
| ATP Tour 500 (0)     |
| ATP Tour 250 (2)     |

| Nº | Data             | Torneo                  | Superficie  | Avversario in finale | Punteggio           |
| 1. | 21 ottobre 2018  | European Open, Anversa  | Cemento (i) | Gaël Monfils         | 3-6, 7-6(2), 7-6(4) |
| 2. | 16 febbraio 2020 | New York Open, New York | Cemento (i) | Andreas Seppi        | 7-5, 6-1            |

#### Finali perse (1)
| Legenda              |
| Grande Slam (0)      |
| ATP Finals (0)       |
| ATP Masters 1000 (0) |
| ATP Tour 500 (0)     |
| ATP Tour 250 (1)     |

| Nº | Data           | Torneo                          | Superficie  | Avversario in finale | Punteggio |
| 1. | 15 aprile 2018 | Grand Prix Hassan II, Marrakech | Terra rossa | Pablo Andújar        | 2-6, 2-6  |

### Doppio

#### Vittorie (1)
| Legenda              |
| Grande Slam (0)      |
| ATP Finals (0)       |
| ATP Masters 1000 (0) |
| ATP Tour 500 (0)     |
| ATP Tour 250 (1)     |

| Nº | Data          | Torneo                | Superficie  | Compagno       | Avversari in finale        | Punteggio |
| 1. | 6 maggio 2018 | Estoril Open, Cascais | Terra rossa | Cameron Norrie | Wesley Koolhof Artem Sitak | 6-4, 6-2  |

### Tornei minori

#### Singolare

##### Vittorie (13)
| Legenda tornei minori |
| Challenger (6)        |
| Futures (7)           |

| Nº  | Data             | Torneo                                         | Superficie  | Avversario in finale | Punteggio        |
| 1.  | 28 ottobre 2012  | USA F29, Birmingham                            | Terra rossa | Chase Buchanan       | 7-6(2), 2-6, 6-4 |
| 2.  | 5 maggio 2013    | USA F11, Vero Beach                            | Terra rossa | Carsten Ball         | 6-3, 6-2         |
| 3.  | 10 agosto 2013   | Italy F20, Bolzano                             | Terra rossa | Gianluca Naso        | 6-3, 6-2         |
| 4.  | 19 gennaio 2014  | USA F2, Sunrise                                | Terra rossa | Yoshihito Nishioka   | 6-0, 6-3         |
| 5.  | 17 febbraio 2014 | Croatia F1, Zagabria                           | Cemento (i) | Filip Veger          | 6-2, 7-5         |
| 6.  | 1º febbraio 2015 | Hong Kong ATP Challenger, Hong Kong            | Cemento     | Tatsuma Itō          | 6-1, 6-2         |
| 7.  | 26 luglio 2015   | Binghamton Challenger. Binghamton              | Cemento     | Bjorn Fratangelo     | 6-2, 6-3         |
| 8.  | 15 novembre 2015 | Challenger de Buenos Aires, Buenos Aires       | Terra rossa | Carlos Berlocq       | 6-0, 6-4         |
| 9.  | 6 febbraio 2016  | Challenger of Dallas, Dallas                   | Cemento (i) | Daniel Evans         | 6-3, 6-2         |
| 10. | 7 maggio 2016    | Garden Open, Roma                              | Terra rossa | Filip Krajinović     | 7-6(2), 6-0      |
| 11. | 3 marzo 2019     | Challenger Series - Indian Wells, Indian Wells | Cemento     | Andrej Rublëv        | 6-3, 6-2         |
| 12. | 13 gennaio 2024  | M25 Loughborough, Loughborough                 | Cemento     | Martyn Pawelski      | 6-4, 6-4         |
| 13. | 20 gennaio 2024  | M25 Sunderland, Sunderland                     | Cemento     | Hamish Stewart       | 7-5, 3-6, 6-3    |

##### Finali perse (7)
| Legenda tornei minori |
| Challenger (3)        |
| Futures (4)           |

| Nº | Data             | Torneo                                | Superficie  | Avversario in finale  | Punteggio        |
| 1. | 11 novembre 2012 | USA F31, Niceville                    | Terra rossa | Chase Buchanan        | 6-3, 6(4)-7, 5-7 |
| 2. | 26 gennaio 2014  | USA F3, Weston                        | Terra rossa | Victor Crivoi         | 7-6(2), 5-7, 0-6 |
| 3. | 16 novembre 2014 | Keio Challenger, Yokohama             | Cemento     | John Millman          | 4-6, 4-6         |
| 4. | 31 gennaio 2016  | Tennis Championships of Maui, Lahaina | Cemento     | Wu Di                 | 6-4, 3-6, 4-6    |
| 5. | 22 ottobre 2023  | M25 Edgbaston, Edgbaston              | Cemento     | Jacob Fearnley        | 3-6, 1-6         |
| 6. | 18 maggio 2025   | M25 Reggio Emilia, Reggio Emilia      | Terra rossa | Alex Molcan           | 2-6, 1-6         |
| 7. | 13 luglio 2025   | Nottingham Challenger II, Nottingham  | Erba        | Jack Pinnington Jones | 4-6, 6(1)-7      |

## Risultati in progressione
| Sigla | Risultato               |
| ----- | ----------------------- |
| V     | Vincitore               |
| F     | Finalista               |
| SF    | Semifinalista           |
| O     | Oro olimpico            |
| A     | Argento olimpico        |
| SF    | Bronzo olimpico         |
| QF    | Quarti di Finale        |
| 4T    | Quarto turno            |
| 3T    | Terzo turno             |
| 2T    | Secondo turno           |
| 1T    | Primo turno             |
| RR    | Round Robin             |
| LQ    | Turno di qualificazione |
| A     | Assente                 |
| ND    | Non disputato           |

| Legenda superfici    |
| -------------------- |
| Cemento              |
| Terra battuta        |
| Erba                 |
| Superficie variabile |

### Singolare
| Tornei Grande Slam         |     |               |               |               |     |               |               |               |               |     |     |       |
| Australian Open, Melbourne | A   | A             | A             | 1T            | 1T  | 2T            | SF            | 1T            | 1T            | A   | A   | 6-6   |
| Open di Francia, Parigi    | A   | A             | A             | 2T            | 2T  | 3T            | 3T            | 2T            | A             | A   | A   | 7-4   |
| Wimbledon, Londra          | Q2  | 1T            | 1T            | 1T            | 1T  | 2T            | 3T            | 2T            | ND            | A   | A   | 4-7   |
| US Open, New York          | A   | A             | A             | Q3            | 4T  | 3T            | 1T            | 1T            | 2T            | A   |     | 6-5   |
| Vittorie-Sconfitte         | 0-0 | 0-1           | 0-1           | 1-2           | 4-4 | 6-4           | 9-4           | 2-4           | 1-2           | 0-0 | 0-0 | 23-22 |
| Nazionale                  |     |               |               |               |     |               |               |               |               |     |     |       |
| Coppa Davis                | A   | A             | A             | V             | SF  | QF            | A             | SF            | ND            | A   |     | 6-5   |
| Vittorie-Sconfitte         | 0-0 | 0-0           | 0-0           | 0-1           | 2-1 | 1-3           | 0-0           | 3-0           | ND            | 0-0 |     | 6-5   |
| Giochi Olimpici            | A   | Non disputati | Non disputati | Non disputati | 2T  | Non disputati | Non disputati | Non disputati | Non disputati | A   | ND  | 1-1   |
| Vittorie-Sconfitte         | 0-0 | Non disputati | Non disputati | Non disputati | 1-1 | Non disputati | Non disputati | Non disputati | Non disputati | 0-0 | ND  | 1-1   |

### Doppio
| Tornei Grande Slam         |     |               |               |               |     |               |               |               |               |     |     |     |
| Australian Open, Melbourne | A   | A             | A             | A             | A   | A             | A             | A             | A             | A   | A   | 0-0 |
| Open di Francia, Parigi    | A   | A             | A             | A             | A   | A             | A             | A             | A             | A   | A   | 0-0 |
| Wimbledon, Londra          | A   | 1T            | 1T            | 1T            | 1T  | 1T            | A             | A             | ND            | A   | A   | 0-5 |
| US Open, New York          | A   | A             | A             | A             | A   | A             | A             | A             | A             | A   |     | 0-0 |
| Vittorie-Sconfitte         | 0-0 | 0-1           | 0-1           | 0-1           | 0-1 | 0-1           | 0-0           | 0-0           | 0-0           | 0-0 | 0-0 | 0-5 |
| Giochi Olimpici            |     |               |               |               |     |               |               |               |               |     |     |     |
| Giochi Olimpici            | A   | Non disputati | Non disputati | Non disputati | A   | Non disputati | Non disputati | Non disputati | Non disputati | A   | ND  | 0-0 |
| Vittorie-Sconfitte         | 0-0 | Non disputati | Non disputati | Non disputati | 0-0 | Non disputati | Non disputati | Non disputati | Non disputati | 0-0 | ND  | 0-0 |